# NFI Group
NFI Group is een Canadese multinational, actief in de autobusindustrie. Het bedrijf is gevestigd in Winnipeg in de Canadese provincie Manitoba en heeft ruim 8000 werknemers in negen landen in dienst. NFI Group is eigenaar van Alexander Dennis, ARBOC Specialty Vehicles, Motor Coach Industries, New Flyer, Plaxton, NFI Parts en Carfair Composites.

## Geschiedenis
NFI Group werd op 16 juni 2005 opgericht als holding van New Flyer Industries, zodat het bedrijf de beurs op kon gaan.
In oktober 2008 werd NFI Group in dagblad The Globe and Mail door Mediacorp Canada Inc. uitgeroepen tot een van Canada's honderd beste werkgevers. Ook werd het bedrijf uitgelicht in Maclean's nieuwstijdschrift. Daarnaast werd New Flyer in dagblad Winnipeg Free Press uitgeroepen tot een van Manitoba's beste werkgevers.
Op 23 januari 2013 nam de Braziliaanse busfabrikant Marcopolo een aandeel van 19.99%, ter waarde van 116 miljoen dollar, in New Flyer. Op 22 september 2016 verlaagde Marcopolo haar aandeel echter tot 10.8%, hoewel het ook dan nog de grootste individuele aandeelhouder is.

### Overnames
NFI Group heeft sinds 2013 diverse fabrikanten overgenomen, waaronder ook Europese.
Fabrikant Daimler trok zich in 2013 terug van de Noord-Amerikaanse markt. Hierop kocht New Flyer voor 29 miljoen dollar alle reserve-onderdelen en octrooien van voormalig busfabrikant Orion Bus Industries op en beloofde reeds getekende contracten te honoreren. 
Op 21 juni nam NFI Group busfabrikant North American Bus Industries (NABI) over voor een bedrag van 80 miljoen dollar. Na het afronden van alle openstaande bestellingen, bouwde NFI Group de NABI-fabriek in Anniston, Alabama om tot New Flyer-fabriek.
Op 18 december 2015 nam NFI Group touringcarfabrikant Motor Coach Industries voor 480 miljoen dollar over van KPS Capital Partners.
Op 1 december 2017 nam NFI Group mini- en taxibusfabrikant ARBOC Specialty Vehicles over voor 95 miljoen dollar.
Op 28 mei 2019 nam NFI Group de Britse bus- en touringcarfabrikant Alexander Dennis, inclusief dochteronderneming Plaxton, over voor een bedrag van 408 miljoen dollar.

## Dochterondernemingen
NFI Group beschikt over een aantal dochterondernemingen die bussen produceren:
- Alexander Dennis – Stads- en streekbussen, dubbeldekkerbussen en touringcars (wereldwijd)
- ARBOC Specialty Vehicles – Mini- en taxibussen (Noord-Amerikaanse markt)
- Motor Coach Industries – Touringcars (Noord-Amerikaanse markt)
- New Flyer – Stads- en streekbussen (Noord-Amerikaanse markt)
- Plaxton – Touringcars (Europese markt)

Daarnaast beschikt NFI Group over twee onderdelenleveranciers:
- NFI Parts - Aftermarket-busonderdelen
- Carfair Composites - Leverancier van glasvezelversterkte kunststof

## Galerij

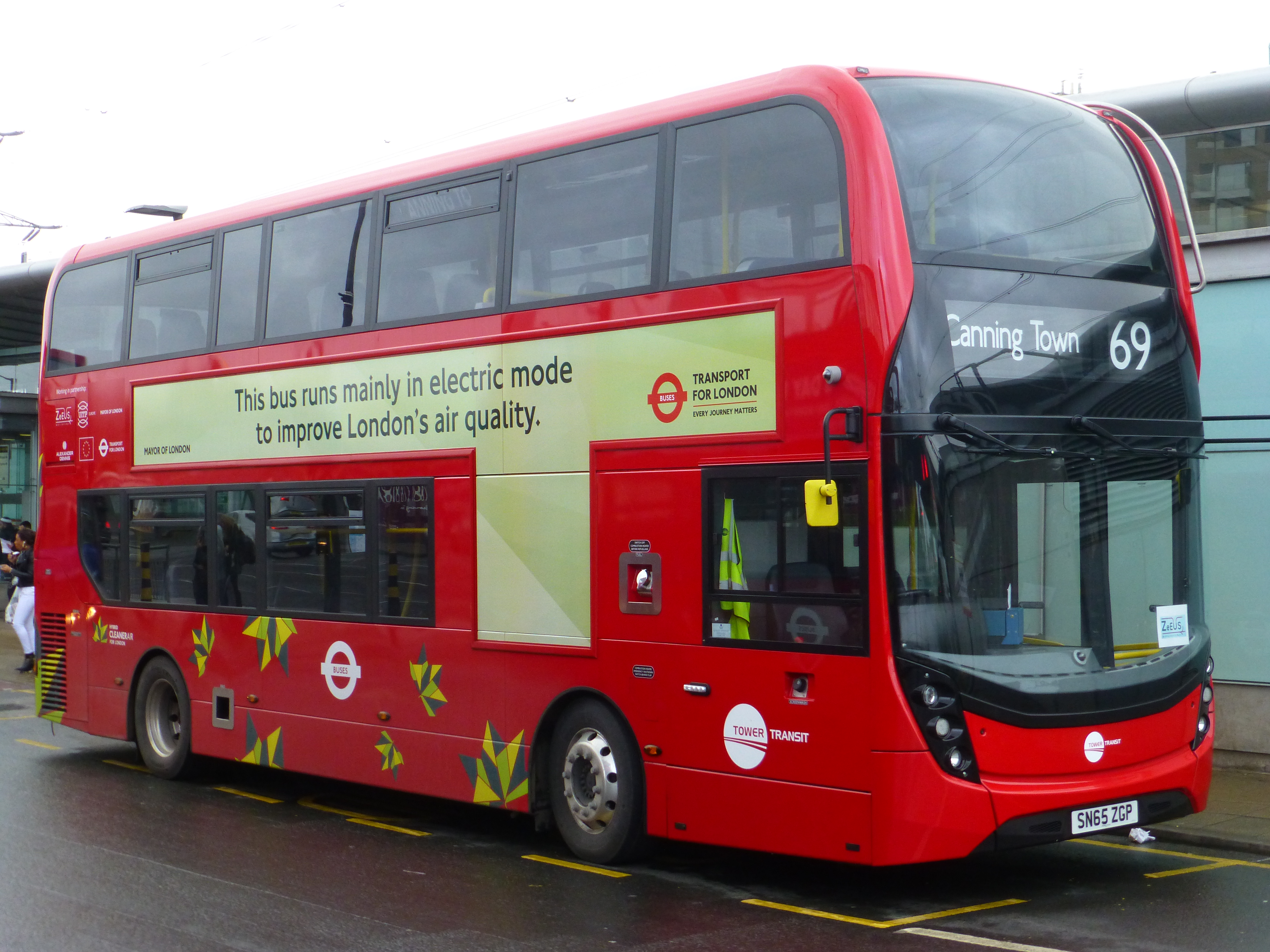
Alexander Dennis Enviro400-VE (dubbeldekkerbus)
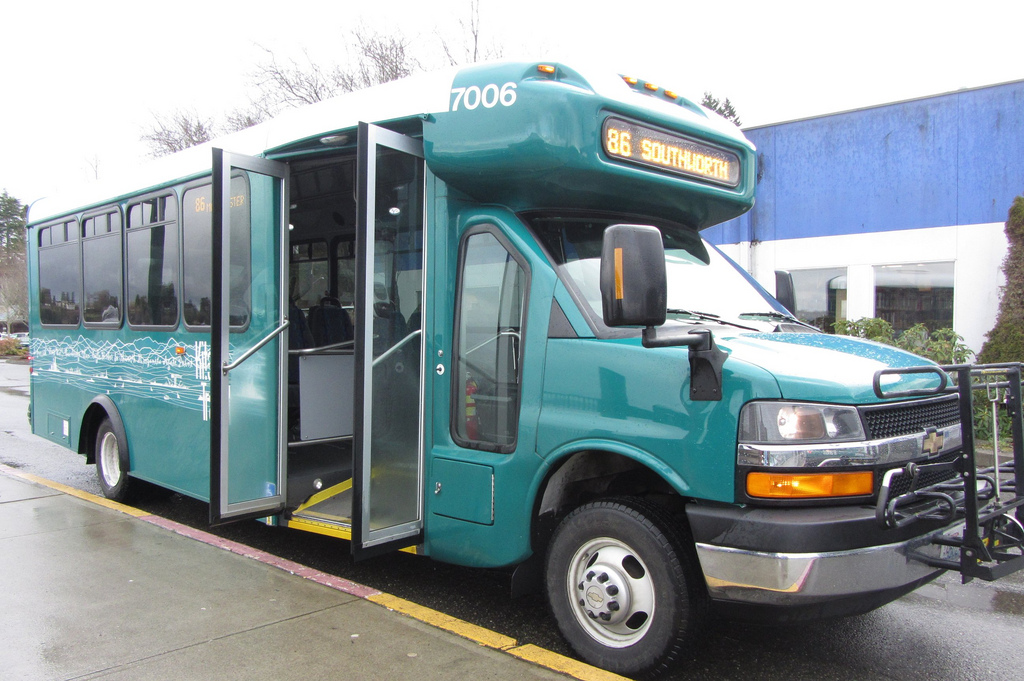
ARBOC-minibus
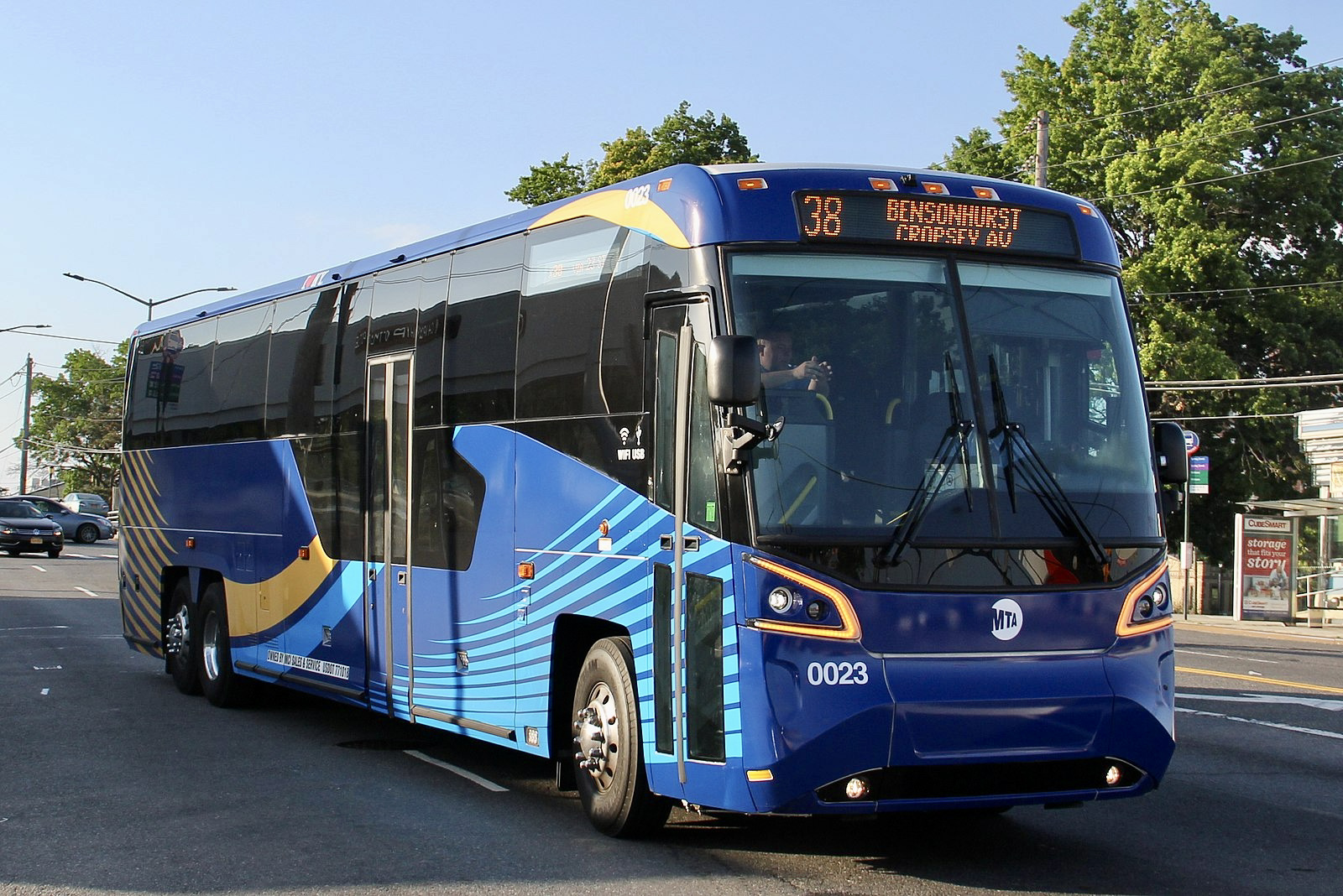
MCI D45 CRT LE (touringcar)
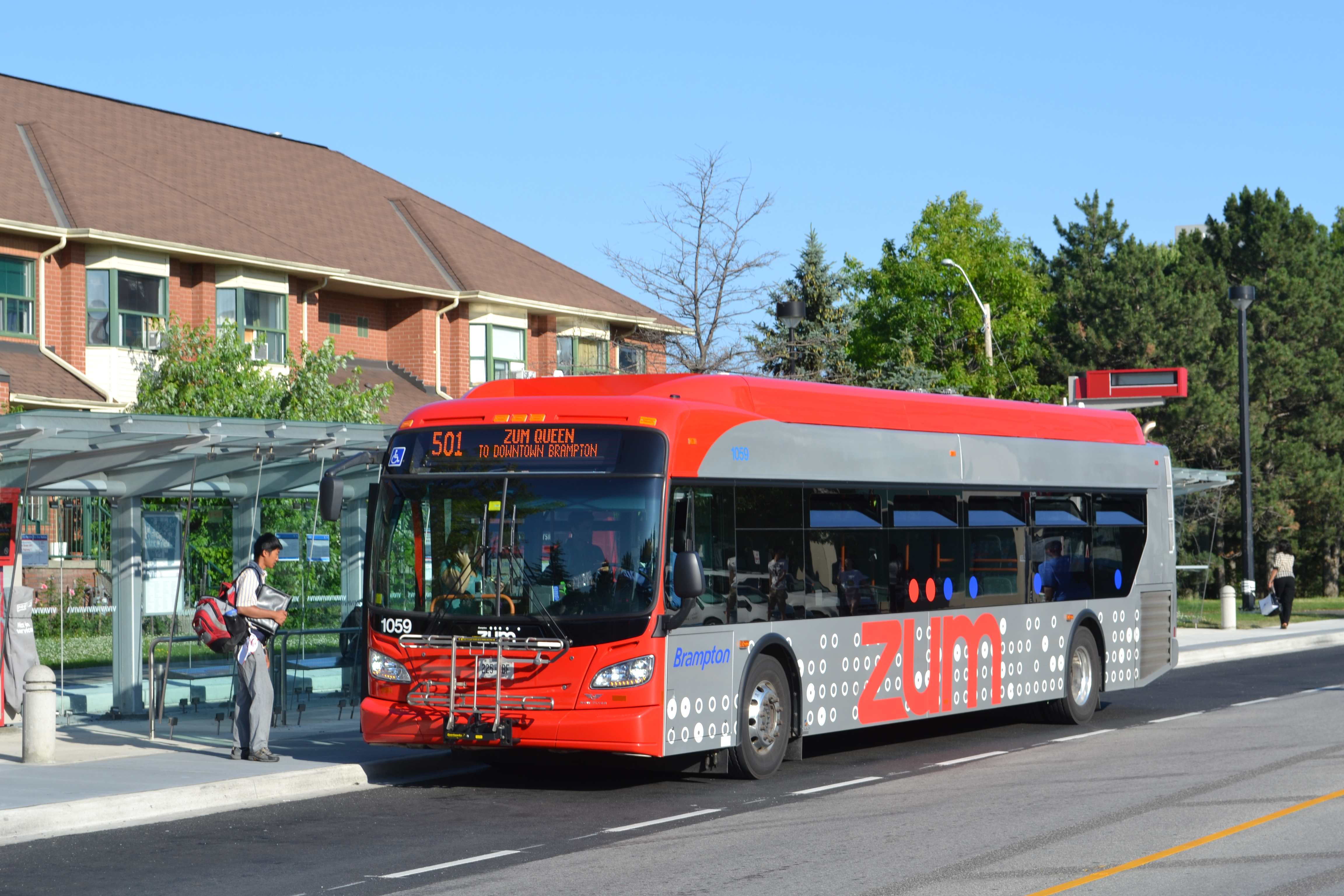
New Flyer Xcelsior XD40 (stads-/streekbus)
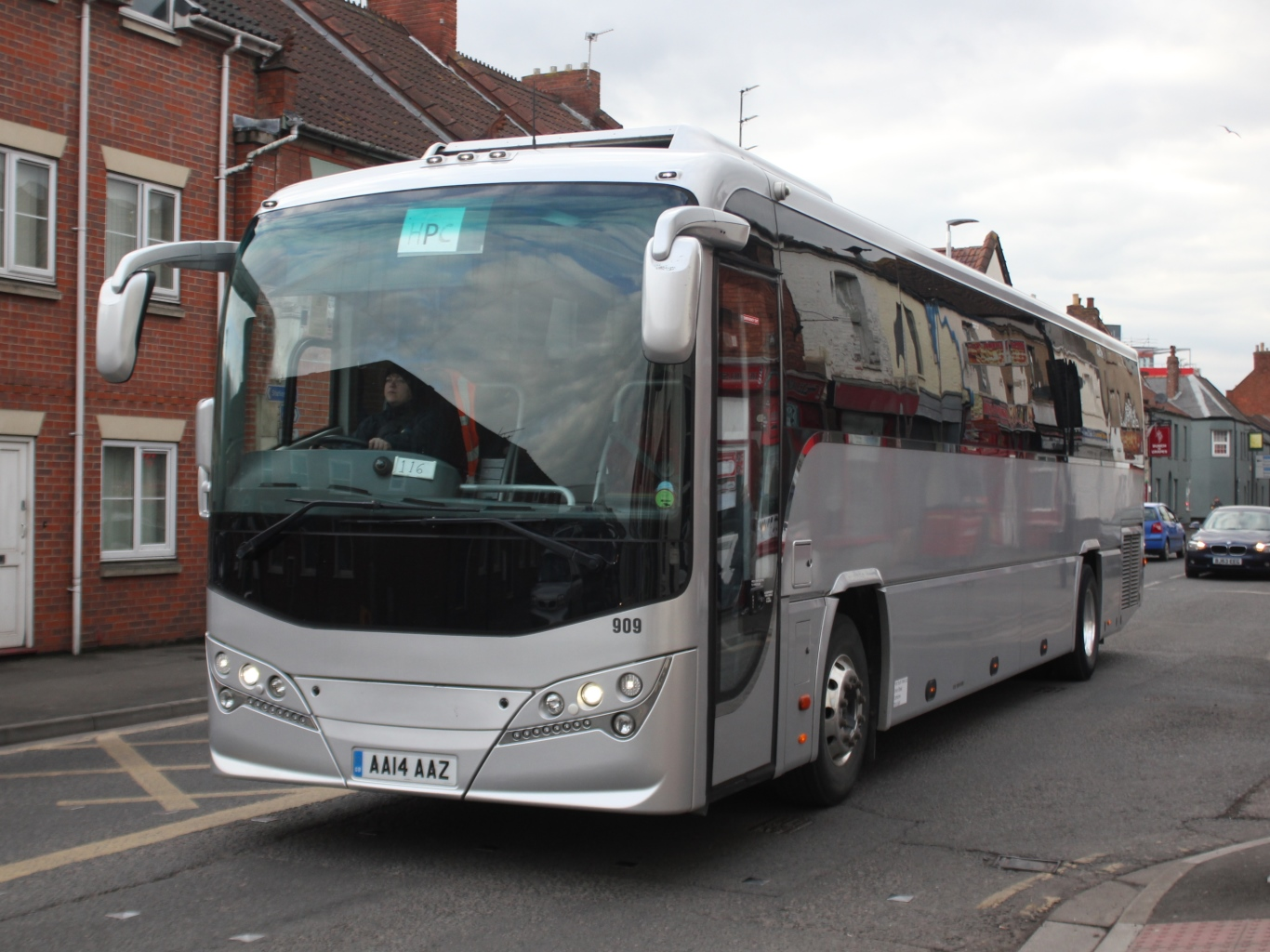
Plaxton-touringcar